# Bu'in e Miandasht
Bū'īn e Mīāndasht (farsi بوئین و میاندشت) o Būyīn e Mīāndasht(بویین و میاندشت) è una città dello shahrestān di Buin va Miandasht, circoscrizione Centrale, nella Provincia di Esfahan.